# 887
| 887                |
| ------------------ |
| Dødsfald - Fødsler |
|                    |

| Gregoriansk kalender | 887 DCCCLXXXVII         |
| Ab urbe condita      | 1640                    |
| Armensk kalender     | 336 ԹՎ ՅԼԶ              |
| Kinesiske kalender   | 3583 – 3584 丙午 – 丁未 |
| Etiopisk kalender    | 879 – 880               |
| Jødisk kalender      | 4647 – 4648             |
| Hindukalendere       |                         |
| - Vikram Samvat      | 942 – 943               |
| - Shaka Samvat       | 809 – 810               |
| - Kali Yuga          | 3988 – 3989             |
| Iransk kalender      | 265 – 266               |
| Islamisk kalender    | 273 – 274               |

Se også 887 (tal)